# Fresh blood
Fresh blood is een studioalbum van Steve Swindells. Na het album 25 years on van Hawklords verviel de leadzanger Robert Calvert in zijn oude ziektebeeld van depressies; hij wilde geen deel meer uitmaken van de opvolger van Hawkwind en startte een solocarrière. Swindells (redelijk zanger bleek bij Fresh blood) werd gevraagd de frontman te worden van Hawkwind, maar voelde (te veel) sympathie voor Calvert en zag er vanaf en kwam zodoende ook buiten de band te staan.
Het management van Hawkwind en Swindells (en ook The Who) zag wel wat in een loopbaan als soloartiest en hielp Swindells uiteindelijk aan een platencontract met Atco Records, de Amerikaanse tak van Warner Brothers. De baas aldaar voorzag een carrière à la Bruce Springsteen. Er werd gekeken naar een producer voor een album. Jim Steinman en David Bowie werden genoemd, maar uiteindelijk waren die te duur. Het draaide er op uit dat Swindells het album zelf moest produceren en wel in de Sawmill Studio in Cornwall. De geluidsstudio was niet optimaal, de apparatuur werkte niet altijd naar behoren en ook de elektriciteit viel af en toe uit. Toen het album af was en er gemixt moest worden, bleek dat sommige opnamen zo matig waren dat er in Wessex Studio opnieuw moest worden ingezongen en ingespeeld.
Het album kreeg met name veel airplay in de Verenigde Staten, maar van verdere promotie, zoals radio-interviews, werd afgezien en zo belandde het album van een aangekondigd "groot talent" in de uitverkoopbakken. De carrière van Swindells kwam nooit meer van de grond. De opnamen van het volgende album The invisible man raakten zoek.
De band van Swindells bestond uit (ex-)leden van Hawkwind, maar de muziek is niet te vergelijken met muziek van die band. Het is rechttoe rechtaan rock zonder de spacerockklanken van Hawkwind.  Van de klank van een andere band van Swindells, Pilot is eveneens niets terug te vinden. 
Shot down in the night is een track die ook tijdens concerten van Hawkwind werd gespeeld. Bitter and Twisted en Don’t wait on the stairs werden later opgenomen door Roger Daltrey voor respectievelijk McVicar (1980) en  Parting should be painless (1984).

## Musici
- Steve Swindells – zang, toetsinstrumenten
- Huw Lloyd-Langton – gitaar (Hawkwind)
- Nic Potter – basgitaar (Van der Graaf Generator)
- Simon King – slagwerk (Hawkwind)

## Muziek
Alle van Swindells

| Nr. | Titel                                   | Duur |
| --- | --------------------------------------- | ---- |
| 1.  | Turn it on, turn it off (tevens single) | 3:12 |
| 2.  | Fresh blood                             | 3:36 |
| 3.  | I feel alive                            | 3:47 |
| 4.  | Low life Joe (tevens single)            | 4:16 |
| 5.  | Bitter and twisted                      | 3:50 |
| 6.  | Don’t wait in the stars                 | 3:22 |
| 7.  | Is it over now?                         | 4:08 |
| 8.  | Down on Love Street                     | 5:37 |
| 9.  | Figures of authority                    | 5:12 |
| 10. | Shot down in the night                  | 5:12 |